# Orcus australasiae
Orcus australasiae är en skalbaggsart som först beskrevs av Jean Baptiste Boisduval 1835.  Orcus australasiae ingår i släktet Orcus och familjen nyckelpigor. Inga underarter finns listade i Catalogue of Life.